# Lewis O'Brien
Lewis John O'Brien (Colchester, 14 ottobre 1998) è un calciatore inglese, centrocampista del Wrexham.

## Carriera
Cresciuto nel settore giovanile dell'Huddersfield Town, nel 2018 viene ceduto in prestito al Bradford City dove debutta fra i professionisti giocando l'incontro di Football League One perso 3-2 contro il Blackpool; con il club giallorosso disputa una stagione da protagonista giocando 40 incontri quasi tutti da titolare e segnando 4 reti. Al termine della stagione fa rientro all'Huddersfield Town che lo conferma in rosa per la stagione seguente; debutta in Football League Championship il 10 agosto 2019 nel match pareggiato 1-1 contro il QPR.
Il 31 agosto 2023 viene ceduto in prestito annuale al Middlesbrough.

## Statistiche
Statistiche aggiornate al 31 agosto 2023.

### Presenze e reti nei club
| Stagione                 | Squadra                  | Campionato               | Campionato | Campionato | Coppe nazionali | Coppe nazionali | Coppe nazionali | Coppe continentali | Coppe continentali | Coppe continentali | Altre coppe | Altre coppe | Altre coppe | Totale | Totale | Totale |
| Stagione                 | Squadra                  | Comp                     | Pres       | Reti       | Comp            | Pres            | Reti            | Comp               | Pres               | Reti               | Comp        | Pres        | Reti        | Pres   | Reti   |        |
| ------------------------ | ------------------------ | ------------------------ | ---------- | ---------- | --------------- | --------------- | --------------- | ------------------ | ------------------ | ------------------ | ----------- | ----------- | ----------- | ------ | ------ | ------ |
| 2018-2019                | Bradford City            | FL1                      | 40         | 4          | FACup+CdL       | 0+4             | 0               |                    | -                  | -                  | EFLT        | 2           | 0           | 46     | 4      |        |
| 2019-2020                | Huddersfield Town        | FLC                      | 38         | 2          | FACup+CdL       | 1+0             | 0               |                    | -                  | -                  |             | -           | -           | 39     | 2      |        |
| 2020-2021                | Huddersfield Town        | FLC                      | 42         | 3          | FACup+CdL       | 0               | 0               |                    | -                  | -                  |             | -           | -           | 42     | 3      |        |
| 2021-2022                | Huddersfield Town        | FLC                      | 43+3       | 3+0        | FACup+CdL       | 2+2             | 0+0             |                    | -                  | -                  |             | -           | -           | 50     | 3      |        |
| Totale Huddersfield Town | Totale Huddersfield Town | Totale Huddersfield Town | 126        | 8          |                 | 5               | 0               |                    | -                  | -                  |             | -           | -           | 131    | 8      |        |
| 2022-mar. 2023           | Nottingham Forest        | PL                       | 13         | 1          | FACup+CdL       | 1+3             | 0+0             |                    | -                  | -                  |             | -           | -           | 17     | 1      |        |
| mar.-lug. 2023           | D.C. United              | MLS                      | 17         | 1          | USOC            | 2               | 0               |                    | -                  | -                  | LC          | -           | -           | 19     | 1      |        |
| lug.-ago. 2023           | Nottingham Forest        | PL                       | 0          | 0          | FACup+CdL       | 0+0             | 0+0             |                    | -                  | -                  |             | -           | -           | 0      | 0      |        |
| Totale Nottingham Forest | Totale Nottingham Forest | Totale Nottingham Forest | 13         | 1          |                 | 4               | 0               |                    | -                  | -                  |             | -           | -           | 17     | 1      |        |
| ago. 2023-2024           | Middlesbrough            | FLC                      | -          | -          | FACup+CdL       | -               | -               |                    | -                  | -                  |             | -           | -           | -      | -      |        |
| Totale carriera          | Totale carriera          | Totale carriera          | 196        | 14         |                 | 15              | 0               |                    | -                  | -                  |             | 2           | 0           | 213    | 14     |        |

## Palmarès
- Lamar Hunt U.S. Open Cup: 1

Los Angeles FC: 2024